# Блинов, Алексей Юрьевич
Алексе́й Ю́рьевич Блино́в (англ. Alexei Blinov; 10 июля 1965, Казань — 26 ноября 2019, Лондон) — российский и британский медиа-художник, инженер, актёр.

## Биография
Алексей Блинов родился 10 июля 1965 года в Казани.
До отъезда из России стажировался в качестве врача.
В 1993—1996 годах работал в Нидерландах, где занимался созданием лазерных проекций для научных, музыкальных и художественных мероприятий и фестивалей.
С 1997 года работал преимущественно в Великобритании. Участвовал в создании интерактивных аудиовизуальных инсталляций в различных художественных галереях, в том числе в ICA (Лондон) и Barbican Art Centre (Лондон). Сотрудничал с Джейми Ридом и Ciron Edwards.

С конца 1990-х годов создавал интерактивные аудиовизуальные объекты. В 2012 году принимал участие в международном научно-художественном проекте «Пыль». Его совместная с Фёдором Сафроновым работа «О чём помнит пыль» представляла собой своеобразный эксперимент «по переводу пыли в звук». «Голос» пыли  зрители «слушали» благодаря электрическим щёткам-швабрам. На швабрах были установлены  датчики, которые считывали «информацию с рассыпанных по полу магнитных карт для метро», превращая  её в звуковые эффекты. В 2013 году участвовал в выставке «Лаборатория льда», проходившей в рамках программы 5-й Московской биеннале современного искусства, представляющей произведения сайнс арт (science art), или научного искусства. В качестве своей новой работы он представил голографическую инсталляцию кристалла замороженной воды из подледникового озера Восток. В его работе 
лёд оказался одновременно и артефактом (для создания изображения керна потребовались сложные технологии), и самодостаточным природным веществом (другие сложные технологии, сделавшие возможной добычу керна, в свою очередь сделали невозможной его интерпретацию).

В 2000-х — 2010-х годах принимал участие в многолетнем проекте Ильи Хржановского ДАУ в качестве актёра — играя самого себя в заданных обстоятельствах советского закрытого научного института 1938—1968 годов. Как вспоминал об этой работе Хржановский,
В экспериментальном отделе, которым заведовал Алексей Блинов (физик и участник проекта «ДАУ», показанный в «Наташе» и в «Дегенерации». — Прим. BURO.) проводились настоящие эксперименты, были лаборанты и лабораторные задания. В его блоке была газета, в которой работали журналисты.
 Помимо этого Блинов  как медиа-художник, «соединяя»  науку и искусство , участвовал «в техническом проектировании Института и строил конструкции по проектам Люка Биже» .
По мнению Джейми Рида, который работал с художником и делал с ним «потрясающие проекты», Алексей Блинов был человеком, будто пришедшим из будущего. Отмечая его глубокое знание компьютерных технологий, Рид называл Блинова компьютерным гением. Работы Блинова в этой области относят к цифровому искусству. Его совместная работа с художницей Шу Ли Чинг PORTA2030 приводится ещё и как пример нового вида сетевого взаимодействия, а сам проект переносит зрителя в воображаемое будущее.

Впервые проект «Porta2030» был представлен в начале 2006 года в Лондоне как небольшой уличный спектакль под открытым небом. Девизом проекта стало своеобразное «предупреждение и призыв к действию»: 
К 2030 году - ваш мобильный телефон заблокирован, ваша сеть заблокирована, ваш роуминг запрещен. К 2030 году - у вас есть портапак, вы владеете сетью, вы в БЕЗОПАСНОСТИ.
 А в Тайбэе выставка «Porta2030» проходила в Тайбэйском музее изобразительного искусства, где развернули рабочий лагерь, и каждый желающий мог принять участие в производстве и практическом использовании портапаков. После этого предусматривалась акция, в которой TAKE2030 выходит на улицы города, «призывая людей присоединиться к кампании по снятию ограничений на личные беспроводные сети и достижению цели взаимного подключения».
К цифровому искусству относят и другой проект с участием Блинова, организованный в период 2000– 2003 годов Объединением «Arts Catalyst». В этом интернациональном проекте (с участием Звёздного городка) художники воплощали свои замыслы в условиях невесомости.
В последний период занимался проектами в сфере новых медиа, основанными на использовании беспроводных сетей Wi-Fi. Работая в этой области, Алексей Блинов выступал в роли своеобразного инженера-художника, который предлагал «новую основу для художников и других практиков в области медиа», «коллективную сеть желаний и художественных творений».
Умер 26 ноября 2019 года в Лондоне от рака поджелудочной железы.

## Фильмография
| Год  |   | Название         | Роль                              |
| ---- | - | ---------------- | --------------------------------- |
| 2020 | ф | Дау. Наташа      | Алексей Юрьевич Блинов, профессор |
| 2020 | ф | Дау. Никита Таня | Алексей Юрьевич Блинов, профессор |
| 2020 | ф | Дау. Дегенерация | Алексей Юрьевич Блинов, профессор |